# Tortora Marina
Tortora Marina is een plaats (frazione) in de Italiaanse gemeente Tortora (CS).